# Peter Vaughan
Peter Vaughan (Wem, 4 de abril de 1923 – Mannings Heath, 6 de diciembre de 2016) fue un actor inglés conocido por las numerosas películas y producciones televisivas en las que participó.
Más conocido por su papel como Grouty en la sitcom Porridge (pese a que solo apareció en tres episodios y en la película de 1979 basada en la serie), también tuvo un papel recurrente junto a  Robert Lindsay en la serie Citizen Smith, escrita por John Sullivan. Además interpretó a Tom Franklyn en la serie televisiva Chancer (1990–1991), fue el padre del personaje interpretado por Anthony Hopkins en Lo que queda del día, e hizo del Maestre Aemon en la serie de HBO Juego de Tronos (2011–2015).

## Primeros años
Nació como Peter Ewart Ohmio el 4 de abril de 1923, en Wem, Shropshire, hijo de Max Ohm, empleado de banco e inmigrante austriaco, y Eva Wright, enfermera. La familia más tarde se muda a Wellington, en el mismo condado, donde empieza su escolarización; más tarde dijo que fue mientras estaba recitando un poema en la escuela infantil de Wellington cuando recibió el primer aplauso y la admiración proveniente de una buena actuación. A los siete años se mudó con su familia a Staffordshire, donde estudió en la Escuela de Gramática Uttoxeter
Una vez finalizados sus estudios, ingresó en la compañía de repertorio local de Wolverhampton y después fue acumulando experiencia en otras compañías de repertorio antes de servir en el ejército durante la Segunda Guerra Mundial. Fue alférez en el Real Cuerpo de Señales a partir del 9 de junio de 1943, y sirvió en Normandía, Bélgica y el Extremo Oriente. Al final de la guerra, estaba presente en Singapur durante la liberación de la Prisión de Changi.

## Carrera

### Cine
Debutó en 1959 con un breve papel no acreditado como un agente de policía en The 39 Steps. Continuó con papeles pequeños durante un tiempo, antes de obtener su primera función protagonizando en 1964 en una producción menor llamada Smokescreen, interpretando a un investigador de seguros. En 1967, fue segundo en facturación con Frank Sinatra en la película The Naked Runner. Aun así, su actuación no fue bien recibida por los críticos, quienes le acusaron de sobreactuación en su función como agente británico. Actuó como el Señor Freeman en la producción de 1980 de Karel Reisz titulada The French Lieutenant's Woman, la primera aparición estelar para Meryl Streep y Jeremy Irons.[cita requerida]
Posiblemente su mejor actuación fue como el padre de Anthony Hopkins en The Remains of the Day (1993). También iba a figurar en el reparto de la producción de Terry Gilliam The Man Who Killed Don Quixote, pero no aparece en el metraje que se llegó a rodar antes de que el proyecto fuera cancelado. Anteriormente ya había trabajado a las órdenes de Gilliam en Time Bandits y Brazil. También apareció como un personaje amenazante en Perros de paja (1971), y en 1984 apareció junto a Bill Murray en una adaptación cinematográfica de la novela de W. Somerset Maugham The Razor's Edge. En 1996, interpretó a Giles Corey en The Crucible, y en 1997 apareció junto a Robert Carlyle y Ray Winstone en Face. En 1998, apareció como Bishop Myriel en Les Misérables, al lado de Liam Neeson. Su papel más insólito quizá fuera el del Obergruppenführer de las SS Arthur Nebe en Fatherland, una película de 1994 basada en la novela homónima de Robert Harris.[cita requerida]

### Televisión
Fue conocido especialmente por sus papeles televisivos, incluyendo sus actuaciones secundarias en Porridge (como Harry Grout "el Genial") y en Citizen Smith como Charles Johnson (a pesar de que su función en la serie fue sustituida al final por Tony Steedman). La aparición de Vaughan en Porridge le trajo un trato grande de reconocimiento público, a pesar del hecho de que su personaje apareció en solo tres episodios y en la película de 1979 de la serie.
En 1969, aparece en el episodio "Never Trust a Ghost" de la serie Randall y Hopkirk. El mismo año protagonizó en la decimotercera parte de The Gold Robbers. En diciembre de 1972, aparece como el Señor Paxton en la adaptación televisiva de la BBC del relato de M. R. James A Warning to the Curious, que formaba parte de la serie anual A Ghost Story for Christmas.
En 1980 protagonizó como Billy Fox la serie de Thames Television Fox, escrita por Trevor Preston, dirigida por Jim Godard y producida por Verity Lambert. Otros miembros de la familia de la Fox fueron Elizabeth Spriggs, Ray Winstone, Larry Lang y Bernard Hill. Como papeles históricos, Vaughan interpretó al embajador ruso Aleksandr Izvolsky en Fall of Eagles (1974), al político británico Thomas Inskip en la miniserie Winston Churchill: The Wilderness Years (1981), la función de título Un último visitante para el señor Hugh Peter (1981) y, en lo tocante a jerarcas nazis, a Kurt Zeitzler en la miniserie War and Remembrance (1988) y a Hermann Göring en el docudrama Countdown to War (1989). También apareció en adaptaciones literarias como Bleak House (BBC, 1985), donde interpretaba al siniestro abogado señor Tulkinghorn, y Nuestro común amigo (BBC, 1998). Otro trabajo televisivo fue el thriller de espionaje Codename: Kyril (1988), donde interpretó al jefe de la KGB.
En 1986, aparece en el vídeo promocional "Experiment IV". En 1991, interpretó con un convincente acento australiano a John Turner en el episodio de la serie de Granada Television Sherlock Holmes titulado "The Boscombe Valley Mystery".
Años después fue particularmente aclamada su interpretación de Felix Hutchinson, aquejado de Alzheimer a lo largo de treinta años de su vida, en Our Friends in the North (BBC, 1996). Dicho papel le valió la nominación como Mejor Actor en 1998 de la Academia británica Premios Televisivos.
En 2007, protagonizó en la serie de televisión Mobile y fue el Tío Alfie en la película Death at a Funeral.
En 2011, Vaughan protagonizó como Michael Dodd en el drama de la BBC Silk. También obtuvo el papel de Maestre Aemon Targaryen en la serie de HBO Juego de tronos.

### Radio
Vaughan fue oído como Denethor en la producción radiofónica de El Señor de los Anillos que BBC Radio llevó a cabo en 1981.

### Teatro
Vaughan hizo de Ed en Joe Orton en 1964 en el teatro Wyndham.

## Vida personal y muerte
El primero de sus dos matrimonios fue con Billie Whitelaw, con quien contrajo matrimonio en 1952 y de la que se divorció en 1966. Su segunda mujer fue la actriz Lillias Walker, con la que vivió en el pueblo de Manning Heath, Sussex Occidental, hasta su muerte, anteriormente habiendo vivido en Crawley. Su hijastra, Victoria Burton (actriz y productora), está casada con Gregor Fisher.
Vaughan, quien estaba parcialmente ciego, murió el 6 de diciembre de 2016 a la edad de 93. Su agente declaró: «Esto es para confirmar que muy tristemente Peter Vaughan murió alrededor de las 10.30 de esta mañana. Murió pacíficamente con su familia en torno a él».

## Filmografía

### Cine y televisión
- The 39 Steps (1959)
- Sapphire (1959)
- Village of the Damned (1960)
- Make Mine Mink (1960)
- Two Living, One Dead (1961)
- The Court Martial of Major Keller (1961)
- I Thank a Fool (1962)
- The Devil's Agent (1962)
- The Punch and Judy Man (1963)
- The Victors (1963)
- Smokescreen (1964)
- Fanatic (1965)
- Rotten to the Core (1965)
- The Naked Runner (1967)
- The Man Outside (1967)
- The Bofors Gun (1968)
- Hammerhead (1968)
- A Twist of Sand (1968)
- Alfred the Great (1969)
- Eyewitness (1970)
- Taste of Excitement (1970)
- Straw Dogs (1971)
- The Pied Piper (1972)
- Savage Messiah (1972)
- A Warning to the Curious (1972)
- The Return (1973)
- The Blockhouse (1973)
- The MacKintosh Man (1973)
- Massacre in Rome (1973)
- Malachi's Cove (1973)
- Symptoms (1974)
- 11 Harrowhouse (1974)
- Intimate Reflections (1975)
- Valentino (1977)
- Zulu Dawn (1979)
- Porridge (1979)
- Time Bandits (1981)
- The French Lieutenant's Woman (1981)
- Coming Out of the Ice (1982)
- The Razor's Edge (1984)
- Forbidden (1984)
- Brazil (1985)
- Sins (1986) (miniserie de televisión)
- Monte Carlo (1986) (miniserie de televisión)
- Haunted Honeymoon (1986)
- Coast to Coast (1987)
- The Bourne Identity (1988)
- Countdown to War (1989)
- King of the Wind (1990)
- Mountains of the Moon (1990)
- Prisoner of Honor (1991)
- The Remains of the Day (1993)
- Fatherland (1994)
- The Secret Agent (1996)
- The Crucible (1996)
- Face (1997)
- Our Mutual Friend (1998)
- The Good Son (1998)
- Les misérables (1998)
- The Legend of 1900 (1998)
- An Ideal Husband (1999)
- Kiss Kiss (2000)
- Canone inverso – Making Love (2000)
- Hotel Splendide (2000)
- The 10th Kingdom (2000)
- The Mother (2003)
- The Life and Death of Peter Sellers (2004)
- The Queen of Sheba's Pearls (2004)
- Care (2006)
- Death at a Funeral (2007)
- Is Anybody There? (2008)
- Doc Martin (2011)
- Albatross (2011)
- Game of Thrones (2011–2015)